# Anker Rogstad
Pour les articles homonymes, voir Rogstad.
Œuvres principales
Lansen
Anker Rogstad, né le 8 janvier 1925 à Oslo, en Norvège, et mort dans la même ville le 5 octobre 1994, est un écrivain norvégien, auteur de roman policier.

## Biographie
En 1956, il publie son premier roman, Etterlyst. En 1974, il fait paraître Lansen avec lequel il est lauréat du prix Riverton 1974.

## Œuvre

### Romans
- Etterlyst (1956)
- Jurister i kasjotten (1969)
- Kidnapperen (1973)
- Lansen (1974)
- Hevnen (1975)
- Skytsenglene (1976)
- Rabies (1981)
- Ærens pris (1986)
- Mosquito (1987)
- Flommen (1993)

## Prix et distinctions

### Prix
- Prix Riverton 1974 pour Lansen[1]